# Municipio Independencia (Táchira)
Independencia es uno de los 29 municipios que forman parte del Estado Táchira en Los Andes de Venezuela. Su capital es la población de Capacho Nuevo. Tiene una extensión de 64 km², según estimaciones del INE su población para el año 2023 es de 47 114 habitantes.

## Historia
Su fundación data desde el año 1875, proviniendo el nombre de su capital, de los indios Capuchos quienes habitaban la región. Es bueno acotar que a raíz de un terremoto ocurrido el 18 de mayo de 1875, se generó el emplazamiento actual de la capital del municipio, conocida anteriormente como Colinas de Blanquizal.
Es conveniente mencionar que en este municipio no nació el General Cipriano Castro el cual nació el 12 de octubre del año 1858 en el Municipio Libertad dedicando su vida a la actividad militar. Lideró un movimiento denominado como la "Revolución Liberal Restauradora". A pesar de todo, sus restos mortales reposan en un Mausoleo ubicado en la carrera 8, vía el cementerio, en la ciudad de Capacho Nuevo, Municipio Independencia.
El 21 de agosto de 2015 el presidente de Venezuela, Nicolás Maduro declara parcialmente un Estado de excepción por 60 días en el estado fronterizo del Táchira, por la crisis diplomática con Colombia, siendo esta entidad municipal uno de los cinco municipios afectados por la medida presidencial.

## Geografía

### Límites
Limita al norte con el municipio Lobatera, al Sur y Oeste con el municipio Libertad, y al este con los municipios San Cristóbal, Cárdenas; y Guásimos.

### Organización parroquial
| Parroquia                      | Superficie | Población | Densidad | Capital       |
| ------------------------------ | ---------- | --------- | -------- | ------------- |
| 1.) San Pedro de Independencia | km²        | hab.      | hab./km² | Capacho Nuevo |
| 2.) Juan Germán Roscio         | km²        | hab.      | hab./km² | El Valle      |
| 3.) Román Cárdenas             | km²        | hab.      | hab./km² | Peribeca      |
| Municipio Independencia        | km²        | hab.      | hab./km² | Capacho Nuevo |

## Símbolos

### Bandera
La bandera del municipio Capacho, Estado Táchira, es un símbolo patrio que representa la identidad y el espíritu de su pueblo. Fue creada por el diseñador gráfico y artista plástico Reyes Bustamante, y fue decretada como símbolo oficial del municipio el 17 de mayo de 2004.

#### Colores y simbolismo
- Rojo: Dispuesto en dos campos, superior e inferior. Es un tono intenso y vibrante que simboliza la pasión y el coraje de los habitantes de Capacho, quienes luchan por sus ideales y su libertad. Representa también el amor y la lealtad hacia su tierra y su gente. Es un llamado a la acción, a la perseverancia y a la determinación en la búsqueda de objetivos nobles y justos.
- Amarillo: Ubicado en el campo central. Representa la riqueza y vitalidad de la tierra capachense, así como la energía, el optimismo, la generosidad y la hospitalidad de sus habitantes. Es un símbolo de la belleza natural y del esfuerzo por preservarla, una invitación a la alegría, la gratitud y la celebración de la vida.

#### Elementos centrales
- Ocho estrellas blancas de cinco puntas: Representan las ocho aldeas que conforman las dos parroquias del municipio. Simbolizan la unidad y la solidaridad entre los habitantes de Capacho.
- Dos ramas de olivo: Ubicadas debajo de las estrellas, representan el triunfo, la gallardía del pueblo y su anhelo de paz y armonía.

El conjunto de la bandera es un llamado a la cooperación y al trabajo en equipo para construir una sociedad más justa y próspera. Es reflejo de la riqueza cultural y natural de la región, así como de la fuerza y determinación de su gente.

### Escudo
El escudo del municipio, anteriormente denominado Independencia y ahora Capacho Nuevo, está inspirado en su geografía y en su historia. Representa tanto elementos naturales como simbólicos de la identidad local.

#### Composición
- Cuartel superior (fondo azul cielo): Presenta el rostro de San Pedro, patrono de la comunidad, símbolo de la fe cristiana. El rostro descansa sobre dos llaves, emblemas de su oficio y símbolo de la ciudad.
- Cuartel inferior: Muestra un paisaje natural con un sol naciente al centro y un chorote del que brotan frutos agrícolas, símbolo del trabajo y del esfuerzo del hombre del campo.
- Flancos derecho e izquierdo: Aparecen dos leones dorados de pie, que sostienen el escudo. Representan la fortaleza, el pundonor y la valentía del pueblo capachense.

#### Elementos adicionales
- Jefe o cimera: Contiene dos pares de banderas azul índigo, que simbolizan la heroicidad indígena, comunera, emancipadora y restauradora. En el centro, una antorcha representa el deporte.
- Parte inferior: Un libro abierto simboliza el estudio, la sabiduría y la cultura de Capacho. También representa el acta de traslación y el reglamento de fundación del nuevo San Pedro de Capacho. El libro está bordeado por una cinta tricolor con la inscripción 18 de mayo de 1875, en alusión al terremoto ocurrido en esa fecha.
- Pedestal: Una banda flotante con los colores de la bandera municipal lleva la inscripción 20 de mayo de 1875, fecha de fundación de Independencia, hoy Capacho Nuevo.

El escudo fue creado por decreto n.º 8 del 17 de mayo de 2005, durante la gestión del alcalde Luis María Mendoza Chacón. Fue diseñado por una comisión técnica, con dibujo y pintura de la profesora Nelly Niño C.

### Himno
Coro                                         II
          Este es san Pedro de                  Es capacho sendero de gloria
 Independencia. Pueblo insigne de la           resplandor de paisajes de amor
                 lealtad                          sus leyendas mensajes de
   En su historia podemos sentirnos              asombro su capacha desvelo
        patrimonio de la libertad                           fervor
                                                             III
                    I                             Estandarte grandioso en
   Sus caminos montañas baluartes
                                                  valores que son orgullo de
 que circundan su gran esplendor con
                                                nuestra nación marcharemos
    sus frutos podemos brindarle la
                                                     con fe y esperanza.
       pasión como pueblo de honor
                                                 Entusiasmo bordado de sol
                                                            V
                   IV
                                                 Que valiosos fue el padre
  En fecha del 20 de mayo recordamos
                                                 Mantilla el pionero de esta
  su gran fundación cuando un grupo
                                                   decisión procediendo en
   de varones valioso demostraron su
                                               histórica acta Blanquizal con
              empuje y valor
                                                       su idilio nació.

La letra del himno de capacho independencia fue compuesta por Ernesto Rodríguez Duran con música de José del Carmen Avendaño y el arreglo coral de José Agustín Maldonado.

## Política y gobierno

### Alcaldes
| Período     | Alcalde                 | Partido político / Alianza | % de votos | Notas |
| ----------- | ----------------------- | -------------------------- | ---------- | --- |
| 1989 - 1992 | Ismael Casanova Pedraza |                            | 45,52      | Primer alcalde bajo elecciones directas.                                                                               |
| 1992 - 1995 | Jesús María Vivas       |                            | 58,28      | Segundo alcalde bajo elecciones directas.                                                                              |
| 1995 - 2000 | Jesús María Vivas       |                            | -          | Reelecto.(se realizaron elecciones generales adelantadas en el 2000 debido a la aprobación de la Constitución de 1999) |
| 2000 - 2004 | Luis Mendoza Chacón     |                            | 32,29      | Tercer alcalde bajo elecciones directas.                                                                               |
| 2004 - 2008 | Luis Mendoza Chacón     |                            | 43,74      | Reelecto. |
| 2008 - 2013 | Onésimo Duarte          |                            | 47,59      | Cuarto alcalde bajo elecciones directas.(se postergan 1 año las elecciones municipales pautadas para finales del 2012) |
| 2013 - 2017 | Jorge Galiano Joves     |                            | 49,57      | Quinto alcalde bajo elecciones directas.                                                                               |
| 2017 - 2021 | Luis Alejandro Castro   |                            | 51,20      | Sexto alcalde bajo elecciones directas.                                                                                |
| 2021 - 2025 | Luis Mendoza Chacón     |                            | 24,72      | Séptimo alcalde bajo elecciones directas.                                                                              |

### Concejo municipal
Período 1989 - 1992
| Concejales:           | Partido político / Alianza |
| --------------------- | -------------------------- |
| Juan Expédito Rincón  | AD                         |
| Mirian Parra de Pérez | AD                         |
| José Eladio Useche    | AD                         |
| José Gregorio Roa     | COPEI                      |
| Jonas Osorio Velázco  | COPEI                      |
| Bellamira Rondon      | COPEI                      |
| Oscar Sandoval        | MAS                        |

Período 1992 - 1995
| Concejales:        | Partido político / Alianza |
| ------------------ | -------------------------- |
| José Gregorio Roa  | COPEI                      |
| Ildemaro Useche    | COPEI                      |
| Miguel Chacón      | COPEI                      |
| Isaias Medrano     | COPEI                      |
| Pedro Huerfano     | COPEI                      |
| José Eladio Useche | AD                         |
| Javier Quijano     | AD                         |

Período 1995 - 2000
| Concejales:       | Partido político / Alianza |
| ----------------- | -------------------------- |
| José Gregorio Roa | COPEI                      |
| Ildemaro Useche   | COPEI                      |
| Miguel Chacon     | COPEI                      |
| Pedro Huerfano    | COPEI                      |
| Luis Alberto Cruz | COPEI                      |
| Javier Quijano    | AD                         |
| Blanca Arellano   | AD                         |

Período 2000 - 2005
| Concejales: | Partido político / Alianza |
| ----------- | -------------------------- |
| '           | MVR                        |
| '           | MVR                        |
| '           | MVR                        |
| '           | MVR                        |
| '           | MVR                        |
| '           | COPEI                      |
| '           | COPEI                      |

Período 2005 - 2013
| Concejales:         | Partido político / Alianza |
| ------------------- | -------------------------- |
| Policarpo Pacheco   | MVR                        |
| José Galavis Chacón | MVR                        |
| Iraida Sugasti      | MVR                        |
| Mauro Contreras     | MVR                        |
| Miguel Duque        | MVR                        |
| Marco Pernía        | MVR                        |
| Yudy Niño           | MVR                        |

Período 2013 - 2018:
| Concejales        | Partido político / Alianza |
| ----------------- | -------------------------- |
| Joenio Ordóñez    | MUD                        |
| José Molina       | MUD                        |
| Miguel Maldonado  | MUD                        |
| José Gregorio Roa | MUD                        |
| Kleyton Rivas     | PSUV                       |
| Willian Castro    | PSUV                       |
| Yudy Niño         | PSUV                       |

Período 2018 - 2021
| Concejales           | Partido político / Alianza |
| -------------------- | -------------------------- |
| Julio Useche         | PSUV                       |
| Neida Cantor         | PSUV                       |
| Joset Isidro Barrios | PSUV                       |
| Carmen Figueredo     | PSUV                       |
| Victor Gamez         | PSUV                       |
| José Fuentes         | PSUV                       |
| Francis Rodríguez    | PSUV                       |

Período 2021 - 2025
| Concejales           | Partido político / Alianza |
| -------------------- | -------------------------- |
| Maria Martínez       | PSUV                       |
| Daniel Becerra       | PSUV                       |
| José Fuentes         | PSUV                       |
| Joset Isidro Barrios | PSUV                       |
| Carmen Figueredo     | PSUV                       |
| Facundo Márquez      | AD                         |
| Luis Márquez         | MUD                        |